# 舒林
舒林（1491年—？），字惟喬，江西饒州府樂平縣人，民籍，明朝政治人物。

## 生平
江西鄉試第八十三名舉人。正德十六年（1521年）中式辛巳科第二甲第一百零三名進士。嘉靖元年（1522年）二月选授山西道試監察御史。

## 家族
曾祖舒謨，曾任監察御史；祖父舒儀；父舒緣，母汪氏。慈侍下。